# 紅頭扁龜
紅頭扁龜又名扭頸龜、紅頭蛇頸龜、南美扁龜（學名：Platemys platycephala）是蛇頸龜科下扁龜屬的唯一物種。分布於委內瑞拉、哥倫比亞、厄瓜多、秘魯、玻利維亞、圭亞那和巴西等地。

## 栖息环境
红头扁龟属于森林底栖龟类。从它的头部和身上的保护色可以得之，它们非常喜欢躲在落叶中和有落叶的水塘。以此，它们来避免被猎食者发现。

## 人工饲养
很多人反映红头扁龟非常喜欢陆地，所以晒台可以大一点。但是在饲养中它们很少晒背，而是喜欢躲在落叶下，仅仅露出头部。所以鱼缸最重要的两点是模仿森林中雨后的水塘，浅而布满落叶。可以在10厘米高的水位中加满落叶：比如桑叶，广玉兰叶，橡树叶，龙眼叶等， 然后让龟钻如其中。落叶需要煮沸消毒，防止引入真菌。

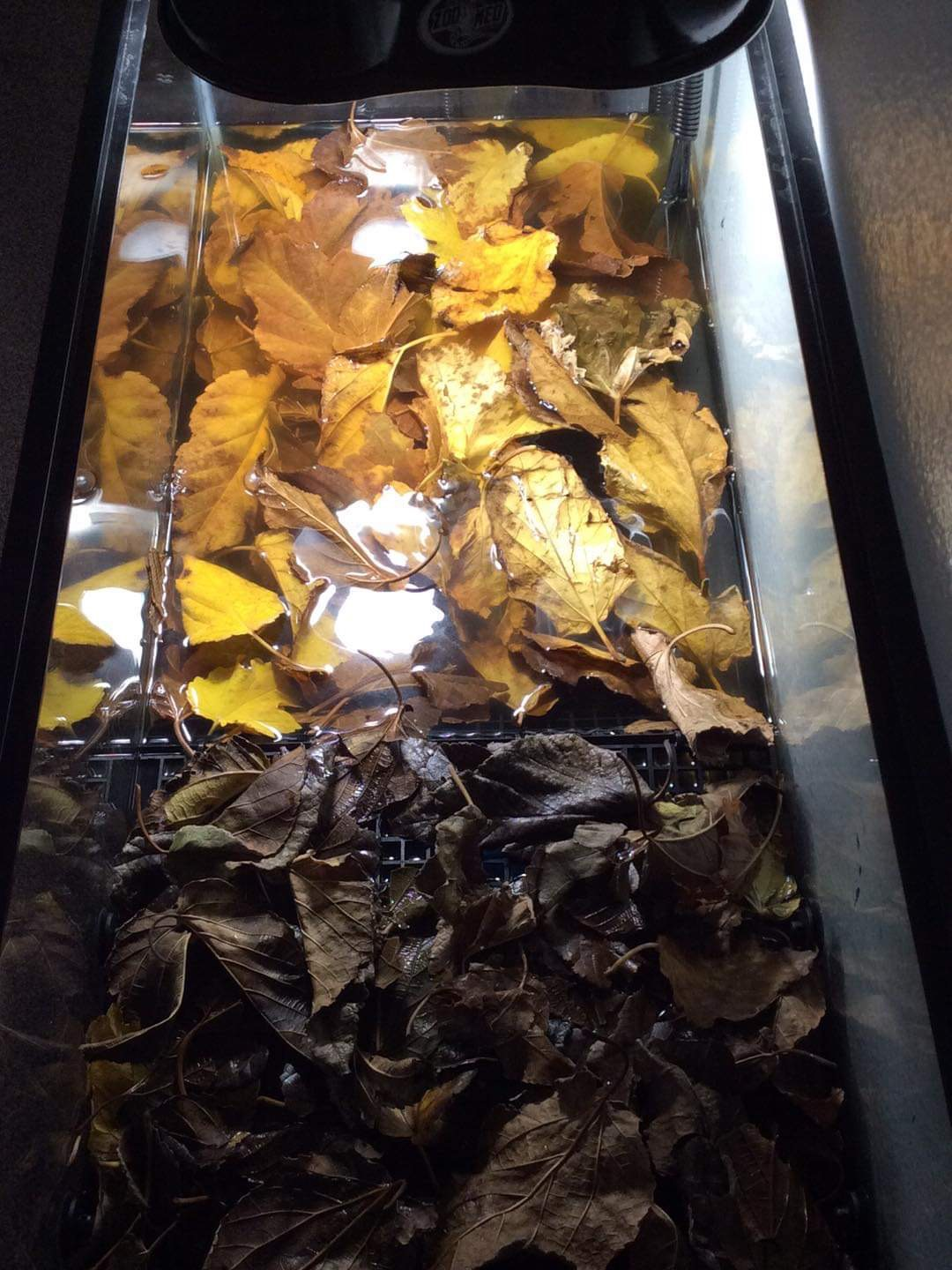
充满了落叶的扭颈龟缸

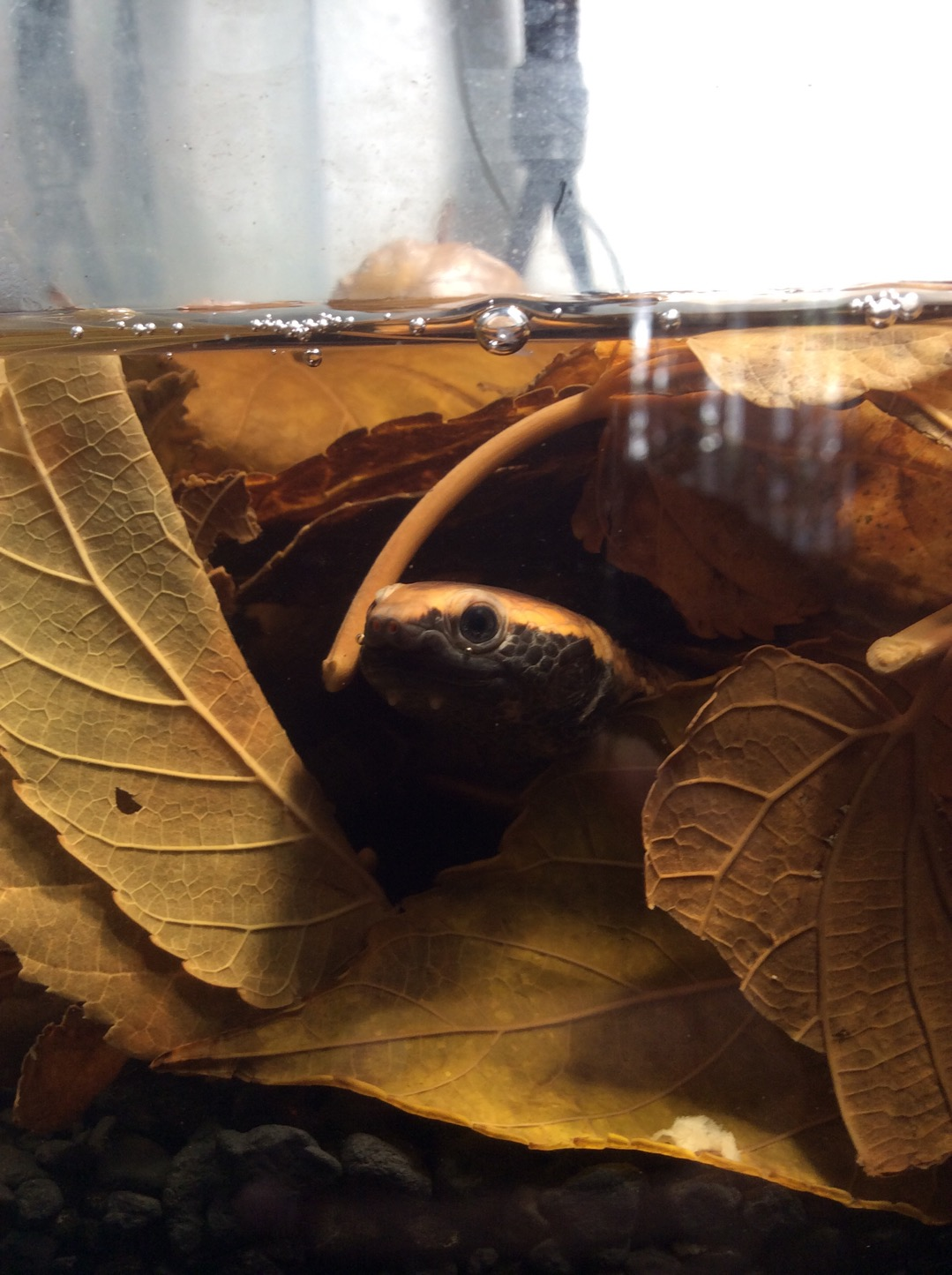
落叶中的扭颈龟

## 亞種
- 扭頸龜（Platemys platycephala platycephala）：指名亞種。
- 黑背扭頸龜（Platemys platycephala melanonota）